# Gmina Byczyna
Die Gmina Byczyna [bɨˈʧɨna] ist eine Stadt- und Landgemeinde im Powiat Kluczborski der Woiwodschaft Opole in Polen. Ihr Sitz ist die Byczyna (deutsch: Pitschen) mit etwa 3650 Einwohnern.

## Geographie
Die Gemeinde liegt im nordwestlichen Teil Oberschlesiens und im Norden der Woiwodschaft. Sie hat eine etwa 20 Kilometer lange Grenze zur Woiwodschaft Łódź. Im Süden grenzt sie an Kluczbork (Kreuzburg O.S.). Die Woiwodschaftshauptstadt Opole ist etwa 60 Kilometer entfernt.

## Geschichte
Die Gemeinde gehört seit 1950 zur Woiwodschaft Opole, die ihren Zuschnitt bis 1999 mehrfach geändert hat.

## Gemeinde
Die Stadt- und Landgemeinde Byczyna gliedert sich neben dem gleichnamigen Hauptort in folgende Dörfer:
- Biskupice (Bischdorf)
- Borek (Borek; 1935–1945 Waldungen)
- Chudoba (Eichborn)
- Ciecierzyn (Neudorf)
- Dobiercice (Wilmsdorf)
- Gołkowice (Golkowitz; 1936–1945 Alteichen)
- Gosław (Goslau)
- Jakubowice (Jakobsdorf)
- Janówka (Janowka)
- Jaśkowice (Jaschkowitz; 1936–1945 Auenfelde)
- Kochłowice (Kochelsdorf)
- Kostów (Kostau)
- Miechowa (Omechau)
- Nasale (Nassadel)
- Paruszowice (Baumgarten)
- Pogorzałka (Hellewald)
- Polanowice (Polanowitz; 1936–1945 Kornfelde)
- Proślice (Proschlitz; 1936–1945 Angersdorf)
- Pszczonki (Schonke)
- Roszkowice (Roschkowitz; 1936–1945 Röstfelde)
- Sarnów (Sarnau)
- Sierosławice (Schiroslawitz; 1936–1945 Grenzfelde)
- Wojsławice (Woislawitz; 1936–1945 Kirchlinden)

## Politik

### Bürgermeister
An der Spitze der Stadtverwaltung steht der Bürgermeister. Dies war bis 2018 Robert Świerczek, der mit seinem eigenen Wahlkomitee antrat. Seither ist Iwona Sobania (PSL) neue Bürgermeisterin. Die turnusmäßige Wahl im April 2024 führte zu folgendem Ergebnis:
- Iwona Sobania (Trzecia Droga) 70,0 % der Stimmen
- Maciej Tomaszczyk (Wahlkomitee Maciej Tomaszczyk) 21,1 % der Stimmen
- Piotr Goziszewski (Wahlkomitee Piotr Goziszewski) 8,9 % der Stimmen

Damit wurde Amtsinhaberin Sobania bereits im ersten Wahlgang wiedergewählt.
Die turnusmäßige Wahl im Oktober 2018 führte zu folgendem Ergebnis:
- Iwona Sobania (Polskie Stronnictwo Ludowe) 48,9 % der Stimmen
- Zygmunt Wiśniewski (Wahlkomitee Zygmunt Wiśniewski) 26,7 % der Stimmen
- Robert Świerczek (Wahlkomitee „Wählt Robert Świerczek für unsere Gemeinde“) 24,3 % der Stimmen

Nachdem Amtsinhaber Świerczek bereits im ersten Wahlgang ausgeschieden war, setzte sich im zweiten Wahlgang Iwona Sobiana mit 66,3 % der Stimmen gegen Wiśniewski durch und wurde neue Bürgermeisterin.

### Stadtrat
Der Stadtrat besteht aus 15 Mitgliedern und wird von der Bevölkerung in Einpersonenwahlkreisen gewählt. Die Stadtratswahl 2024 führte zu folgendem Ergebnis:
- Trzecia Droga (TD) 30,5 % der Stimmen, 6 Sitze
- Wahlkomitee Maciej Tomaszczyk 17,7 % der Stimmen, 3 Sitze
- Wahlkomitee „Byczyna Land“ 13,5 % der Stimmen, 1 Sitz
- Wahlkomitee Piotr Goziszewski 10,8 % der Stimmen, kein Sitz
- Wahlkomitee der Region Kluczborski 10,6 % der Stimmen, 1 Sitz
- Wahlkomitee Patryk Zaremba 5,3 % der Stimmen, 1 Sitz
- Wahlkomitee Dariusz Radosz 4,8 % der Stimmen, 1 Sitz
- Wahlkomitee Agnieszka Lemańczyk 3,5 % der Stimmen, 1 Sitz
- Wahlkomitee Zbigniew Susło 3,3 % der Stimmen, 1 Sitz

Die Stadtratswahl 2018 führte zu folgendem Ergebnis:
- Polskie Stronnictwo Ludowe (PSL) 29,2 % der Stimmen, 5 Sitze
- Wahlkomitee Zygmunt Wiśniewski 25,8 % der Stimmen, 4 Sitze
- Wahlkomitee „Wählt Robert Świerczek für unsere Gemeinde“ 22,3 % der Stimmen, kein Sitz
- Koalicja Obywatelska (KO) 11,1 % der Stimmen, 3 Sitze
- Wahlkomitee Adam Radom 4,9 % der Stimmen, 1 Sitz
- Wahlkomitee „Aktiv für Proślice“ 3,5 % der Stimmen, 1 Sitz
- Wahlkomitee Dariusz Radosz 3,3 % der Stimmen, 1 Sitz

## Verkehr
In Byczyna, Biskupice und Kostów befinden sich Haltepunkte der Bahnstrecke Kluczbork–Poznań.
Durch den Hauptort verlaufen die Staatsstraße DK11 und die Woiwodschaftsstraße DW487.